# Шарки, Том
Том «Моряк» Шарки (англ. Tom «Sailor» Sharkey; 26 ноября 1873 года, г. Дандолк, Ирландия — 17 апреля 1953 года) — ирландский боксёр-тяжеловес.

## Карьера
Получил известность, благодаря своему низкому росту (около 173 см) и агрессивной и зрелищной манере ведения боя. Он предпочитал работать на контратаках, где никто не мог с ним тягаться. Одержал победу над экс-чемпионом Джеймсом Корбетом. В двух поединках с легендарным Джеймсом Джефриссом оказал ему крайне упорное сопротивление, уступив лишь по очкам.
Также запомнился тем, что при крайне странных обстоятельствах одержал победу над очень популярным боксёром Бобом Фицсиммонсом. Первые раунды выиграл Том, но в шестом Боб перехватил инициативу, а в восьмом ударом по корпусу нокаутировал его. Рефери, однако, заявил, что удар был нанесён ниже пояса и победителем объявляется лежащий на полу Том Шарки.

## Интересные факты
- Упоминается в книге «Одноэтажная Америка».